# Hrabstwo Gallatin (Montana)
Hrabstwo Gallatin (ang. Gallatin County) – hrabstwo w stanie Montana w Stanach Zjednoczonych. Obszar lądowy hrabstwa obejmuje powierzchnię 2605,84 mil² (6749,09 km²). Według szacunków United States Census Bureau w roku 2009 miało 90 343 mieszkańców. Siedzibą hrabstwa jest Bozeman.

## Miasta
- Belgrade
- Bozeman
- Three Forks
- Manhattan
- West Yellowstone

## CDP
- Amsterdam
- Big Sky
- Bridger
- Churchill
- Four Corners
- Gallatin Gateway
- Gallatin River Ranch
- Hebgen Lake Estates
- King Arthur Park
- Ponderosa Pines
- Sedan
- Springhill
- Willow Creek